# Lanark-Nord
Pour les articles homonymes, voir Lanark (homonymie).
Lanark-Nord fut une circonscription électorale fédérale de l'Ontario, représentée de 1867 à 1917.
C'est les Actes de l'Amérique du Nord britannique de 1867 qui divisa le comté de Lanark en deux districts électoraux, Lanark-Nord et Lanark-Sud. Abolie en 1914, la circonscription fut incorporée dans Lanark.

## Géographie
En 1882, la circonscription de Lanark-Nord comprenait:
- Les cantons de Ramsay, Pakenham, Darling, Dalhousie, North Sherbrooke, Lavant, Fitzroy, Huntley et Lanark
- La ville d'Almonte
- Le village de Lanark

En 1903, la circonscription perdit les cantons de Fiztroy et d'Huntley, mais gagna le village de Carleton Place

## Députés
1. 1867-1872 — William C. MacDougall, L-C
2. 1872-1880 — Daniel Galbraith, PLC
3. 1880-1882 — Donald Greenfield McDonell, PLC
4. 1882-1891 — Joseph Jamieson, CON
5. 1891-1904 — Bennett Rosamond, CON
6. 1904-1908 — Thomas Boyd Caldwell, PLC
7. 1908-1917 — William Thoburn, CON

- CON = Parti conservateur du Canada (ancien)
- L-C = Parti libéral-conservateur
- PLC = Parti libéral du Canada